# Max Bentley
Max Bentley (1 de março de 1920 - 19 de janeiro de 1984) foi um canadense profissional em hóquei no gelo, que representou o Chicago Black Hawks, o Toronto Maple Leafs e o New York Rangers, filiados com a liga NHL.

## Estatísticas da carreira
| 1937–38            | Drumheller Miners     | ASHL               | 26  | 28  | 15  | 43  | 10  | 5  | 7  | 1  | 8  | 2  |
| 1938–39            | Drumheller Miners     | ASHL               | 32  | 29  | 24  | 53  | 16  | 6  | 5  | 3  | 8  | 6  |
| 1939–40            | Saskatoon Quakers     | SSHL               | 31  | 37  | 14  | 51  | 4   | 4  | 1  | 1  | 2  | 2  |
| 1940–41            | Providence Reds       | AHL                | 9   | 4   | 2   | 6   | 0   | —  | —  | —  | —  | —  |
| 1940–41            | Kansas City Americans | AHA                | 5   | 5   | 5   | 10  | 0   | —  | —  | —  | —  | —  |
| 1940–41            | Chicago Black Hawks   | NHL                | 36  | 7   | 10  | 17  | 6   | 4  | 1  | 3  | 4  | 2  |
| 1941–42            | Chicago Black Hawks   | NHL                | 38  | 13  | 17  | 30  | 2   | 3  | 2  | 0  | 2  | 0  |
| 1942–43            | Chicago Black Hawks   | NHL                | 47  | 26  | 44  | 70  | 2   | —  | —  | —  | —  | —  |
| 1945–46            | Chicago Black Hawks   | NHL                | 47  | 31  | 30  | 61  | 6   | 4  | 1  | 0  | 1  | 4  |
| 1946–47            | Chicago Black Hawks   | NHL                | 60  | 29  | 43  | 72  | 12  | —  | —  | —  | —  | —  |
| 1947–48            | Chicago Black Hawks   | NHL                | 6   | 3   | 3   | 6   | 0   | —  | —  | —  | —  | —  |
| 1947–48            | Toronto Maple Leafs   | NHL                | 53  | 23  | 25  | 48  | 14  | 9  | 4  | 7  | 11 | 0  |
| 1948–49            | Toronto Maple Leafs   | NHL                | 60  | 19  | 22  | 41  | 18  | 9  | 4  | 3  | 7  | 2  |
| 1949–50            | Toronto Maple Leafs   | NHL                | 69  | 23  | 18  | 41  | 14  | 7  | 3  | 3  | 6  | 0  |
| 1950–51            | Toronto Maple Leafs   | NHL                | 67  | 21  | 41  | 62  | 34  | 11 | 2  | 11 | 13 | 4  |
| 1951–52            | Toronto Maple Leafs   | NHL                | 69  | 24  | 17  | 41  | 40  | 4  | 1  | 0  | 1  | 2  |
| 1952–53            | Toronto Maple Leafs   | NHL                | 36  | 12  | 11  | 23  | 16  | —  | —  | —  | —  | —  |
| 1953–54            | New York Rangers      | NHL                | 57  | 14  | 18  | 32  | 15  | —  | —  | —  | —  | —  |
| 1954–55            | Saskatoon Quakers     | WHL                | 40  | 24  | 17  | 41  | 23  | —  | —  | —  | —  | —  |
| 1955–56            | Saskatoon Quakers     | WHL                | 10  | 2   | 2   | 4   | 20  | —  | —  | —  | —  | —  |
| 1958–59            | Saskatoon Quakers     | WHL                | 26  | 6   | 12  | 18  | 2   | —  | —  | —  | —  | —  |
| 1962–63            | Burbank Stars         | CalHL              | —   | —   | —   | —   | —   | —  | —  | —  | —  | —  |
| Totalização da NHL | Totalização da NHL    | Totalização da NHL | 645 | 245 | 299 | 544 | 179 | 51 | 18 | 27 | 45 | 14 |